# 2 Pułk Piechoty „Obrony Pragi”

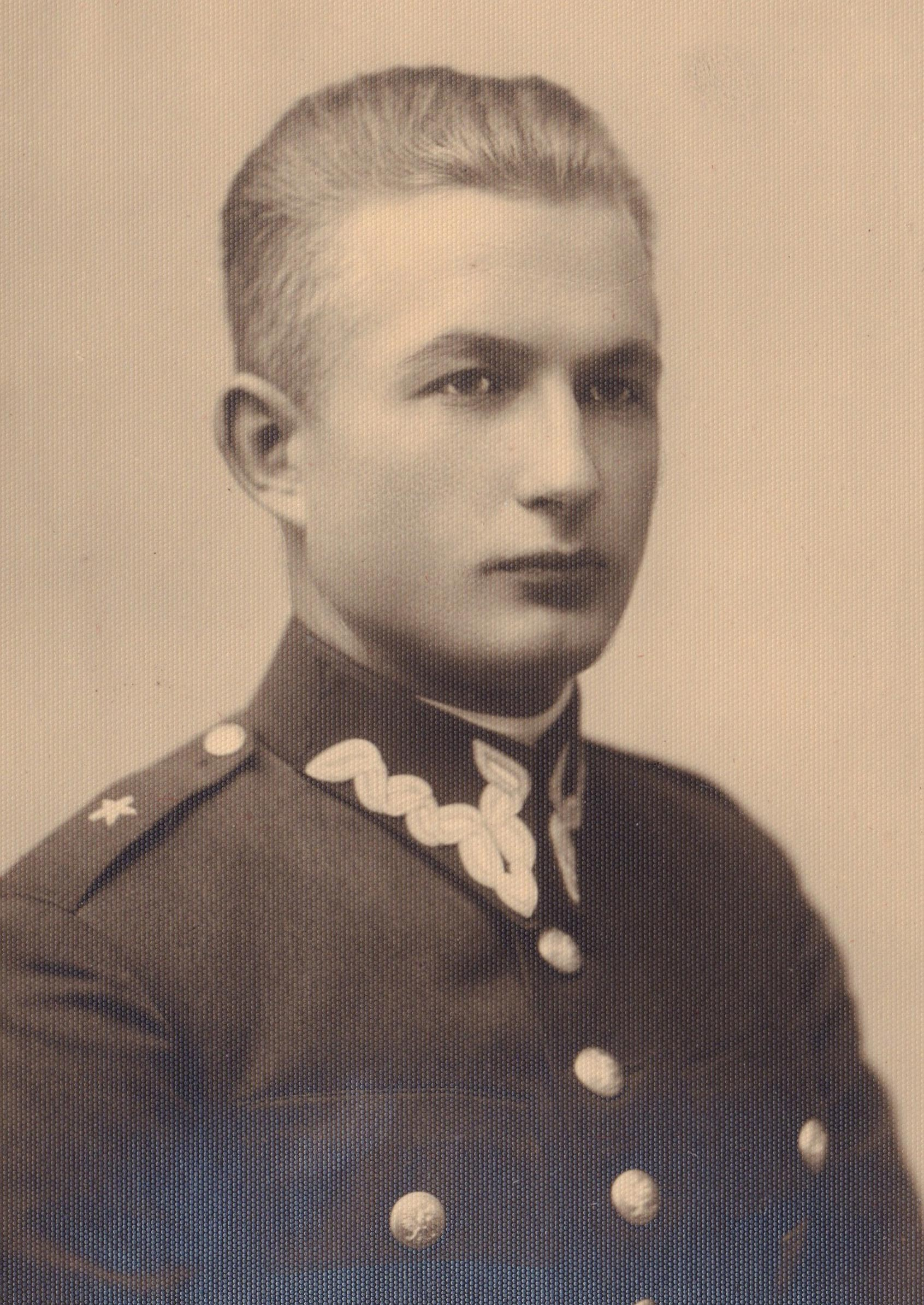
Podporucznik Jan Henryk Wiśniewski - we wrześniu 1939 w randze kapitana dowodził 6 kompanią 2 pułku piechoty „Obrony Pragi”.

2 Pułk Piechoty „Obrony Pragi” (2 pp „Obrony Pragi”) nazwany 336 pułk piechoty (336 pp) – oddział piechoty Wojska Polskiego, improwizowany w trakcie kampanii wrześniowej. Nieistniejący w czasie pokoju.
Sformowany w Ośrodku Zapasowym 28 Dywizji Piechoty w Warszawie z nadwyżek mobilizacyjnych 36 pułku piechoty Legii Akademickiej i innych pododdziałów przydzielonych do formowanego pułku. Podporządkowany Dowództwu Obrony Warszawy i skierowany na odcinek Warszawa „Wschód” (Praga).

## Formowanie pułku
2 pułk piechoty „Obrony Pragi” sformowany w okresie 3–9 września pod dowództwem ppłk. Stefana Kotowskiego sformowany został z batalionu nr VII „Cytadela” i 2 samodzielnego batalionu km i br. tow., ochotników i rezerwistów 36 pp LA z Ośrodka Zapasowego 28 DP.  Od 5 września dwa w pełni gotowe bataliony pułku tj. I i III objęły pododcinek południowo-wschodni przedmościa praskiego. Batalion II nie posiadał początkowo etatowej ilości broni, w tym ciężkiej przewidzianej dla etatowego batalionu piechoty. Pododdziały pułkowe niepełne z brakami w sprzęcie łączności, kwatermistrzowskim i pionierskim. Od 12 września nazwę zmieniono na 336 pp.

## Działania bojowe 2 pp „Obrony Pragi”/336 pp
W okresie od 5 do 13 września Pododcinkiem „Praga – Południowy – Wschód” dowodził ppłk S. Kotowski. Pułk wszystkimi trzema batalionami bronił wspólnie z 21 pułkiem piechoty i 26 pułkiem piechoty pododcinka Grochów, Saska Kępa i Gocław. W dniach 13–14 września ciężkie walki toczył o Wał Gocławski III batalion, poległ jego dowódca mjr Andrzej Górnicki. Bataliony I i II wspólnie z 21 pułkiem piechoty walczyły na Saskiej Kępie i Utracie. 17/18 września ciężkie walki prowadził III batalion broniąc przed piechotą niemiecką z 61 i 11 DP podejść do Mostu Poniatowskiego. 18 września walczył z piechotą niemiecką II batalion. 19 września pozycje 336 pp były ostrzeliwane silnym ogniem artyleryjskim, następnie 20 września niemiecki oddział wdarł się na Saską Kępę i Grochów. W zaciekłych walkach od 20 do 25 września pododdziały 336 pp i 21 pp wyparły wroga z domów w rejonie ul. Radziwiłłowskiej i Zwycięzców. 19 września pułk liczył 78 oficerów, 2540 podoficerów i szeregowych. 26 września niemieckie pododdziały wdarły się na ul. Wiatraczną w rejonie obrony II batalionu oraz umocniły się na Wale Gocławskim przed pozycjami III batalionu. I batalion 27 września z powodzeniem odparł natarcia niemieckie na Saską Kępę. 336 pp zaprzestał walki 28 września i na rozkaz dowódcy Armii „Warszawa” skapitulował 29 września 1939 roku.

## Obsada dowódcza 2 pp „Obrony Pragi”/336 pp[3]
- dowódca pułku – ppłk Stefan Marceli Kotowski
- I adiutant pułku – kpt. Stefan Ofran Jellenta (b. zca dcy 2 batalionu km i br.t)
- II adiutant pułku – ppor. Wincenty Ciaś
- kwatermistrz – rtm. Antoni Kiedrzyński
- dowódca kompanii ppanc. – ppor. Zbigniew Leśkiewicz
- dowódca plutonu pionierów – ppor. rez. Jarosław Zienkiewicz
- dowódca plutonu artylerii z baterii OZArt.Kon. nr 1 – por. rez. Roman Fafius
- dowódca I batalionu – mjr Feliks Jakub Miklas (b. dca I/43 pp)
  - adiutant batalionu - ppor. Michał Dutkiewicz[4]
  - dowódca 1 kompanii strzeleckiej – por. rez. Jan Remlein, kpt. Jan Wiśniewski[4]
  - dowódca 2 kompanii strzeleckiej – kpt. Stanisław Błaszczak[4]
  - dowódca 3 kompanii strzeleckiej – kpt. Jerzy Łapiński[4]
  - dowódca 1 kompanii ckm – por. rez. Edward Wiśniewski, por. Michał Makowiecki[4]
- dowódca II batalionu (batalion VII „Cytadela”) – mjr st. sp. Stanisław Thun
  - dowódca 4 kompanii strzeleckiej – kpt. Zenon Jabłoński
  - dowódca 5 kompanii strzeleckiej – kpt. Romuald Antoni Jüngst
  - dowódca 6 kompanii strzeleckiej – kpt. Jan Henryk Wiśniewski
- dowódca III batalionu – mjr Andrzej Górnicki (b. dca 2 batalionu km i br.t) (do +16 IX 1939), kpt. Stefan Jellenta (16–18 IX 1939), mjr Walerian Wieleżyński (b. dca I/15 pp) (od 18 IX 1939)
- adiutant batalionu – ppor. Zbigniew Żbikowski (do +15 IX 1939)
  - dowódca 7 kompanii strzeleckiej – kpt. Mieczysław Walenty May (do +10 IX 1939), por. rez. Stanisław Bilewicz
  - dowódca 8 kompanii strzeleckiej – por. rez. Janusz Bobrowski
  - dowódca 3 kompanii ckm – por. rez. Feliks Stefański